# Car Jing od Hana
Car Jing od Hana (188. pr. Kr. – 141. pr. Kr.) bio je car Kine iz dinastije Han od 156. pr. Kr. do 141. pr. Kr. Njegovu vladavinu su obilježila nastojanja da se ograniči vlast feudalnih velmoža što je 154. pr. Kr. dovelo do pobune sedam država. Car Jing je uspio ugušiti pobunu te knezovi nakon toga više u svojim lenima nisu smjeli samostalno imenovati ministre. Tim je potezom konsolidirana centralna vlast što je omogućilo dugu i slavnu vladavinu njegovog sina Wua.
Car Jing je u kineskoj povijesti ostao upamćen kao složena osoba. S jedne strane je nastavio politiku svog oca Wena prema kojoj je car trebao imati što manje kontakta s ljudima, nastojao snižavati poreze i štediti, a sve zbog taoističkog uticaja svoje majke Dou. Tako je ostao upamćen i po snižavanju kazni za krivična djela. S druge strane je kritiziran zbog nezahvalnosti prema podanicima, pri čemu je posebno bio loš tretman Zhou Yafua, generala zaslužnog za pobjedu nad pobunjenicima, te njegove vlastite supruge Bo. Njegova druga supruga je bila carica Wang Zhi.
Tijekom njegove vladavine ubijen je ministar Yuan Ang.

## Obitelj
Jing je bio oženjen caricama Bo i Wang Zhi. Imao je i muškog miljenika Zhou Rena, s kojim je igrao tajne igre u spavaćoj sobi.
Car Jing je imao i nekoliko ljubavnica te mnogo djece, među kojima su bili:
- Fei, princ Jiangdua
- Sheng, princ Zhongshana
- Wu od Hana
- Pingyang (princeza)

## Vanjske poveznice
- Brief Introduction. Hanyangling Museum. Inačica izvorne stranice arhivirana 12. srpnja 2011. Pristupljeno 27. lipnja 2009.